# Темти-халки
Темти-халки — верховный правитель (суккаль-мах) Элама, правивший около 1655—1650 годов до н. э., из династии Эпартидов.
Вероятно, племянник Тан-Ули, во время правления которого был сначала управителем (суккалем) Суз, а затем вице-регентом (суккалем Элама и Симашки). После смерти дяди, в соответствии с правилами наследования, он стал верховным правителем. Управителем Суз он оставил своего кузена Кук-нашура II. Хотя титулы «Суккаль-мах, суккаль Элама и Симашки» и «Суккаль-мах Элама и Симашки» до нас дошли в связи с упоминанием Темти-халки, одновременно те же надписи называют и его «возлюбленного брата Куригугу», что свидетельствует о назначении Куригугу вице-регентом.
Даже если Темти-халки царствовал не особенно долго — многие годы он был наместником Суз при своём дяде Тан-Ули — он, тем не менее проявил чрезвычайную активность в деле строительства храма Иншушинака в Сузах, о чём свидетельствуют многочисленные надписи на кирпичах.
Около 1650 года до н. э. Темти-халки сменил на престоле двоюродный брат, прежний управитель Суз Кук-нашур II, из чего необходимо заключить, что вице-регент Куригугу не пережил своего брата.
| Династия Эпартидов (Суккаль-махи) |                                            |                        |
| Предшественник: Тан-Ули           | суккаль-мах Элама ок. 1655 — 1650 до н. э. | Преемник: Кук-нашур II |